# Fritz Stolze
Fritz Stolze   (Hannover, 20 de desembre de 1910 - Hannover, 6 de març de 1972) va ser un waterpolista alemany que va competir durant les dècades de 1930 i 1940.
El 1936 va prendre part en els Jocs Olímpics de Berlín, on va guanyar la medalla de plata en la competició de waterpolo.